# Nota Vyx
Nota Vyx es el nombre que recibió la comunicación por parte del delegado de la Entente en Hungría, el teniente coronel francés Ferdinand Vyx (o Vix), al gobierno de Mihály Károlyi de la intención de aquella de ceder más territorio del acordado en el armisticio a los países vecinos de Hungría. El comunicado produjo la caída del gobierno prodemocrático y la formación de otro socialcomunista que declaró la República Soviética Húngara.

## Antecedentes

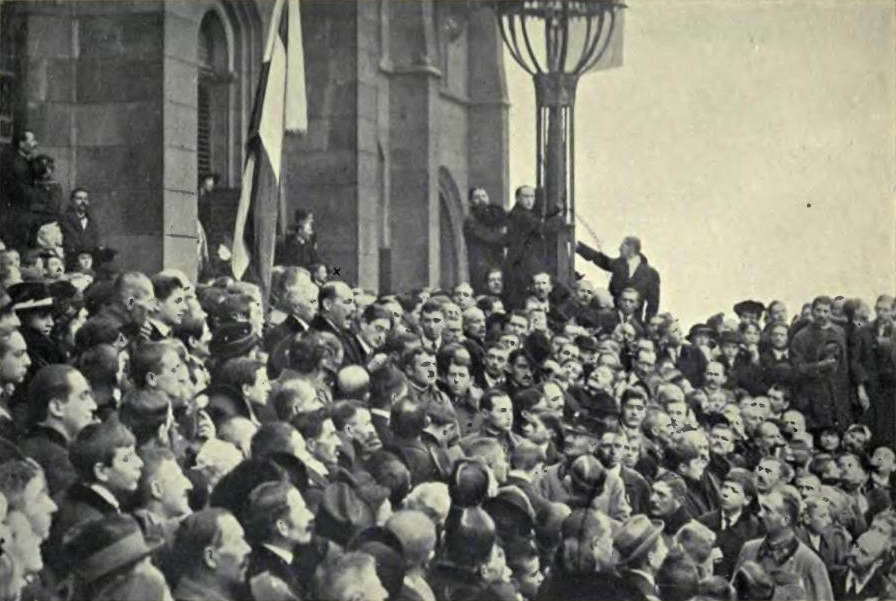
Proclamación de la república por el primer ministro Mihály Károlyi en las escalinatas del Parlamento de Budapest, el.

Tras la Revolución de los Crisantemos del 30 de octubre de 1918 en Budapest, el nuevo gobierno de coalición de las fuerzas más progresistas, dirigidas por el nuevo primer ministro Mihály Károlyi, decidieron no aceptar el armisticio de Padua firmado por los representantes austrohúngaros y buscar uno más favorable directamente con los representantes militares de la Entente en el frente de los Balcanes. Concretamente, dada la situación de guerra que todavía mantenía la Entente con Alemania, el armisticio de Padua permitía el paso de tropas aliadas hacia Alemania, cosa que alarmaba al gobierno húngaro, temeroso de ser ocupado por los países vecinos hostiles (Checoslovaquia, Rumanía y Yugoslavia), que luego podrían proceder a anexionarse parte de su territorio.
Tras la firma del armisticio en Belgrado, una misión de control formada por cincuenta y siete militares fue enviada a Budapest para vigilar el cumplimiento de sus términos, al mando de Vix.
Uno de los puntos más importantes del acuerdo garantizaba la jurisdicción húngara en los territorios que se iban a ocupar (para un posible ataque a Alemania) hasta que la conferencia de paz hubiese decidido a quién le serían asignados. Junto a él, se acordaba la desmovilización del ejército húngaro a excepción de seis divisiones de infantería y una de caballería, que se permitían con objeto de mantener el orden en el país. Además, Hungría había de evacuar las tropas de Alemania y romper las relaciones diplomáticas con este país. Los aliados se comprometían, asimismo, a no inmiscuirse en los asuntos internos húngaros y a cesar las hostilidades.

## Desilusión húngara
A pesar de ser considerado un acuerdo favorable a los intereses territoriales húngaros tanto por el Gobierno como por los países vecinos, pronto el caos de mandos Aliados en Europa oriental hizo que la relación con los húngaros empeorase rápidamente. Vix dependía de una cadena de mando mal definida que incluía al jefe del «Ejército Francés en Oriente», general Henrys, al jefe del «Ejército Aliado en Oriente», general Franchet d'Esperey (considerados ambos como relativamente favorables a los húngaros) y al comandante de las fuerzas francesas en Rumanía, general Berthelot, opuesto a los intereses magiares. A esto hay que añadir las órdenes que emanaban directamente del ministerio francés de Asuntos Exteriores, que conculcaban a veces los términos del acuerdo de Belgrado.
En París y sin consultar a los demás países Aliados, Francia respaldó la petición del representante checoslovaco Beneš de exigir la evacuación húngara de Eslovaquia, casi simultáneamente a la llegada de Vix a Budapest. Este recibió la noticia el 2 de diciembre de 1918 junto con la orden de París de no reconocer al nuevo Gobierno. Fiel a las órdenes recibidas, Vix comunicó la exigencia francesa al Gobierno húngaro, tratándolo a la vez como una mera autoridad provisional. No dejó, sin embargo, de protestar antes sus superiores por su incómoda situación y la infracción de los acuerdos firmados con los húngaros.
El 16 de diciembre de 1918, la situación de Vix se hizo aún más complicada ante la intención del ejército francés en Rumanía de permitir a esta cruzar la frontera del armisticio y ocupar parte de Transilvania. Vix comunicó inmediatamente la noticia al Gobierno húngaro al tiempo que transmitía su queja a sus superiores en Belgrado, solicitando la retirada de la comisión de control por superflua ahora que se infringía tan claramente el acuerdo de Belgrado.
El 23 de diciembre de 1918, el representante checoslovaco en Hungría, Milan Hodža, comunicó al Gobierno húngaro la decisión de los aliados sobre la delimitación de la frontera entre ambos países. Vix hubo de enterarse a través de los húngaros.
A pesar de la supuesta aclaración de la cadena de mando para Hungría a finales de enero de 1919, la situación real siguió siendo confusa.

## Ultimátum y caída del gobierno
El 26 de febrero de 1919 el consejo aliado en París decidió retroceder la línea de separación entre los ejércitos húngaro y rumano setenta y dos kilómetros a favor de este, con la intención de acabar con los disturbios que asolaban la región. Una zona neutral debía seguir al área a ocupar por los rumanos.
La razón real del cambio de fronteras (teóricamente temporal) era el plan del mariscal Foch de crear un frente antisoviético para el que necesitaba controlar los ferrocarriles húngaros, que quedaban en sus manos con la nueva organización territorial. Aunque el plan de Foch fue finalmente desechado, se ordenó proceder con el cambio fronterizo. Los rumores pronto llegaron a oídos del gobierno húngaro, que no había recibido comunicación alguna de la decisión. Comenzaron los preparativos para resistir la nueva agresión.
Atrapado en la maraña de órdenes e intereses contradictorios, Vix decidió recuperar autoridad mediante la presentación de un ultimátum al Gobierno de Károlyi. Al serle comunicada la decisión aliada el 12 de febrero de 1919, decidió las condiciones que debían aplicarse y exigió el comienzo de la evacuación húngara el 23; otorgó diez días para que esta se llevase a cabo. El día 20 lo presentó ante Károlyi, solicitando una respuesta al ultimátum en treinta horas. Károlyi rechazó inmediatamente la nueva exigencia aliada y los asesores militares del ministro de Defensa aconsejaron asimismo el rechazo, sugiriendo acudir a la ayuda soviética para defender al país. Al día siguiente (21 de marzo de 1919) Károlyi anunciaba oficialmente a Vix el rechazo húngaro a la nueva frontera y le comunicaba su dimisión y la formación de un nuevo gobierno de coalición entre socialdemócratas y comunistas dirigido por Béla Kun. Se declaró la república soviética.
El 26 de marzo de 1919 la delegación aliada abandonó Budapest dejando tras de sí un gobierno comunista cuya implantación había intentado impedir a toda costa.